# Зографское Евангелие
«Зографское Евангелие» или Зографское Четвероевангелие (лат. Codex Zographensis) — неполная глаголическая рукопись четвероевангелия, памятник старославянского языка конца X или начала XI века. Содержит 304 пергаменных листа: 288 листов собственно евангельского текста и 16 листов написанного кириллицей синаксаря (месяцеслова). Листы 41—57 представляют собой более позднюю вставку (XI—XII веков) и к канону старославянских памятников не относятся (как и синаксарь).
Является копией, сделанной в Македонии с более древнего оригинала.

## История
Рукопись найдена в 1843 году в Зографском монастыре на Афоне. В 1844 году с ней ознакомился В. И. Григорович, а в 1857 её сфотографировал П. И. Севастьянов. В 1860 году монастырь подарил рукопись Александру II, который передал её в Публичную библиотеку в Санкт-Петербурге (ныне Российская национальная библиотека), где она с тех пор и хранится (под шифром Глаг. 1).
Первые сведения о рукописи опубликовал в 1856 году И. И. Срезневский по выпискам болгарина Петковича; полное научное издание (в кириллической транслитерации) принадлежит И. В. Ягичу: Quattuor evangeliorum codex glagoliticus olim Zographensis nunc Petropolitanus, Berolini, 1879 [существует репринт: Graz: Akademischer Druck- und Verlagsanstalt, 1954]. Факсимильного издания нет, однако отдельные листы часто воспроизводятся в палеографических альбомах, учебниках старославянского и т. п.

## Особенности
В языке памятника, как и во всех старославянских текстах, наблюдаются древние славянские грамматические формы, хотя имеются и отдельные «прогрессивные» черты. Орфография (как это обычно бывает) отражает более старое состояние языка, чем то, которое было на момент переписывания; к тому же рукописи переписывались, с некоторыми ошибками и изменениями, с более ранних. О новых явлениях можно судить по отклонениям от условно стандартных старославянских написаний.
Переписчик иногда ошибался и неосознанно записывал текст по норме своего языка и орфографии, но в других случаях просто не придавал значения тому, как именно передать источник, если существовали равноценные варианты записи — которые, впрочем, для авторов источника не были равноценными. Например, после исчезновения в некоторых позициях редуцированных звуков ь, ъ, переписчику уже все равно, что именно из них там будет записано, так как ничего не прочитается, а он привык, что в орфографии встречается и то и другое. Поэтому он считает, что, что бы он ни написал, ь или ъ, он пишет одно и то же. Даже при возможной установке на графическое копирование, она могла и не срабатывать. Отсюда смешение ь и ъ в Зографском евангелии (но это не единственная инновация).
В рукописи отсутствуют ѥ, ꙗ (их аналогов нет в глаголице), вместо них используются Ⰵ,Ⱑ (е, ѣ). В публикациях текст глаголических рукописей передается в транслитерации с глаголицы на кириллицу. Характерный признак такой транслитерации — слово «ѣко» вместо нормального кириллического «ꙗко».
Из относительно новых явлений отражена начальная (по крайней мере) стадия падения и прояснения редуцированных, что на письме выражено пропуском букв ъ и ь, смешением их и заменой буквами о, е.
Камора: есть (не во всех старославянских рукописях используется).
Различение ꙁ ~ ѕ: непоследовательное, отражает упрощение «звонкого ц» дз (ѕ) > з (ꙁ). Так как в языке переписчика ꙁ и ѕ читаются уже одинаково, он считает, что при любом написании передает одно и то же, хотя работает с оглядкой на графику источника.
л вставное перед ь, и часто отсутствует (подвержено выпадению). Как текст на южнославянском языке, в этом отношении заходит дальше, чем современный русский; впрочем, последний не является прямым потомком старославянского. Это выпадение — новое фонетическое явление, но при этом является возвратом к более старому состоянию до возникновения вставного л.
л вставное в остальных позициях: редко отсутствует
Падение ъ и ь (на письме — пропуск), смешение ъ и ь: бывает
Прояснение ъ>о, ь>е: редко
Примеры отклонений по сравнению с условно нормативным старославянским. Данные примеры не должны вводить в заблуждение: в Зографском евангелии древняя норма в основном соблюдена.
- на земи, наряду со стандартным на земл^и — в русском л в этом месте держится до сих пор
- многъ вместо мъногъ. Конечный ъ не показателен из-за орфографии: позицию в конце слова легко было запомнить, и писать там по традиции
- ꙁло вместо ꙁъло — как в русском после падения редуцированных, причем в русском падение произошло, вероятно, позже
- днєсь вместо дьньсь — падение первого редуцированного и прояснение второго. О третьем по этому примеру судить нельзя, из-за того, что здесь работает орфография. Возможно, всё как и в современном русском (хотя «днесь» — это или заимствование из старославянского через церковнославянский, или хотя бы удержалось благодаря церковнославянскому)
- стьꙁѧ вместо стьѕѧ (род. п.)

В рукописи встречаются греческие макаронизмы: тєк҆тонъ — плотник, алавастръ — сосуд из алебастра, ар҆хисѵнагогъ — старейшина синагоги, архитриклинъ — распорядитель пира, ићємонъ — начальник области, ћєона — место вечного мучения и др.